# بورش 911 (كلاسيك)
سيارة بورش 911 الأصلية (تم الإعلان عنها: تسعة إحدى عشر ، الألمانية: نيونيلفر) سيارة رياضية فاخرة صنعتها شركة بورش أيه جي في شتوتغارت ، ألمانيا. تم تقديم التصميم الشهير والمميز والدائم في خريف عام 1963، وتم بناؤه حتى عام 1989. وقد نجحت في ذلك نسخة معدلة ، يشار إليها داخليًا باسم بورش 964 ولكن لا تزال تُباع باسم بورش 911 ، وكذلك النماذج الحالية.
تميّزت سيارة بورشة 911 بخاصتين بارزتين: المحرك الخلفي والنظام الهوائي للتبريد. منذ ظهورها الأول، خضعت 911 لتعديلات وتحسينات مكثفة على أيدي فرق خاصة ومصنع بورشة نفسه لتحقيق التفوق في سباقات السيارات المختلفة، بما في ذلك سباقات المحركات الآلية والراليات. يُنظر إلى سلسلة 911 الأصلية على أنها أنجح سيارة سباقات على الإطلاق، وخاصةً عند إضافة طرازاتها المختلفة، مثل سيارة بورش 935 القوية المشتقة من 911 والتي حققت الفوز في سباق 24 ساعة في لومان وغيره من سباقات السيارات الرياضية الكبرى، متفوقةً حتى على السيارات النموذجية.

## مقدمة
طورت بورشه سيارة 911 لتكون بديلاً أقوى وأكبر وأكثر راحة لسيارة 356 الشهيرة. وقد ظهرت السيارة الجديدة للمرة الأولى أمام الجمهور في معرض فرانكفورت للسيارات عام 1963.
حملت السيارة في البداية اسم "بورش 901" نسبة لرقم مشروعها الداخلي. لكن بيجو اعترضت على هذا الاسم لأنها تمتلك الحقوق الحصرية في فرنسا لأسماء السيارات المكونة من ثلاثة أرقام مع صفر في الوسط. وبدلًا من بيع السيارة باسم آخر في فرنسا فقط، قررت بورشه تغيير الاسم إلى 911 لجميع الأسواق، وبدأت مبيعاتها في عام 1964.

## سلسلة (A,B,O) (1969-1964) / 2.0 لتر
تميزت الطرازات الأولى من بورش 911 بمحرك مسطح بست أسطوانات "بوكس" سعة 2.0 لتر (1991 سم³) يولد قوة 130 حصانًا (96 كيلو وات، 128 حصانًا) يبرد بالهواء ويقع في الخلف، وهو مشابه لمحرك 356 ذي الأربع أسطوانات سعة 1.6 لتر. تم إقرانه بناقل يدوي بخمس سرعات من نوع "Type 901". وتتسع السيارة لـ 2+2 مقعدًا، على الرغم من صغر حجم المقعدين الخلفيين، وهو الأمر المشابه لسيارة 356 أيضًا. وكان التصميم إلى حد كبير من عمل فرديناند "بوتزي" بورش، ابن فرديناند "فيري" بورش. كما شارك إروين كوميندا، رئيس قسم بناء هياكل سيارات بورش، في التصميم.
مع انتهاء إنتاج طراز 356 عام 1965، ظل هناك سوق لسيارة بأربع أسطوانات، خاصة في الولايات المتحدة. وفي نفس العام الذي تم فيه استبدالها، تم تقديم بورش 912، وهي سيارة 911 مصغرة قليلاً مزودة بمحرك 356 بقوة 90 حصانًا (67 كيلو وات).
وفي عام 1967، قدمت بورش طراز 911S الأكثر قوة بقوة 160 حصانًا (118 كيلو وات، 158 حصانًا). وكانت عجلات السبائك من شركة فوشس، بتصميم مميز بخمس أوراق، تُقدم لأول مرة. كما تم تطوير نسخة سباق من محرك 911 بقوة 210 حصانًا (154 كيلو وات، 207 حصانًا) واستُخدمت في سيارات السباق بورش 904 و بورش 906 ذات المحرك الوسطي.
ظهرت نسخة تارغا، مع قضيب تأرجح مغلف بالفولاذ المقاوم للصدأ، في نفس العام. كانت بورش تخشى أن تحظر إدارة السلامة المرورية على الطرق السريعة الوطنية الأمريكية (NHTSA) السيارات المكشوفة بالكامل، وهي سوق مهمة لطراز 356. وكانت مجهزة بسقف قابل للإزالة ونافذة خلفية بلاستيكية قابلة للإزالة (على الرغم من تقديم نسخة زجاجية ثابتة جنبًا إلى جنب معها منذ عام 1968).
جاء اسم "تارغا" - لوحة أو صفيحة باللغة الإيطالية - من سباق سيارات تارغا فلوريو على الطرقات في صقلية، حيث حققت بورش سبعة انتصارات منذ عام 1956، مع أربعة انتصارات أخرى ستأتي حتى عام 1973. وكان الفوز الأخير في هذا السباق الذي توقف لاحقًا ملحوظًا بشكل خاص حيث تم تحقيقه باستخدام سيارة 911 Carrera RS ضد نماذج أولية دخلتها مصانع إيطالية مثل فيراري وألفا روميو.
في أكتوبر 1967، انطلقت نسخة 911T "العائلية" بمحرك 110 حصاناً، لتحل محل 912 فعلياً. أما النسخة الأساسية 130 حصاناً فقد تم ترقيتها قليلاً وأعيد تسميتها 911L "الفاخرة". وتُزود 911L أيضاً بمكابح محسّنة من طراز S، وكانت النسخة الأفضل المتوفرة في أمريكا الشمالية، حيث لم تستوفِ 911S متطلبات الانبعاثات هناك. تم إنتاج عدد محدود للغاية من 20 سيارة من طراز 911R، وهي نسخة سباق خفيفة الوزن مع أبواب رقيقة من الألومنيوم، وكتلة محرك من المغنيسيوم، ورؤوس أسطوانات بتقنية "التشغيل المزدوج" Twin-spark، وقوة تصل إلى 210 حصاناً. في عام 1969، تم تقديم سلسلة B المطولة قليلاً. حيث تم نقل العجلات الخلفية لجميع طرازات 911 و912 بمقدار 57 مم إلى الخلف، مما زاد قاعدة العجلات من 2,211 إلى 2,268 مم، وذلك لتحسين التعامل الحساس للسيارة عند السرعات العالية. كما تم تقديم نظام حقن الوقود لكل من 911S وطراز جديد متوسط القوة، 911E، والذي حل محل 911L قصيرة العمر. أُضيف طراز سبورتماتيك شبه الأوتوماتيكي (اليدوي بدون قابض) إلى مجموعة المنتجات، وهو يتكون من محول عزم الدوران، قابض أوتوماتيكي، وناقل حركة يدوي تقليدي بأربع سرعات.

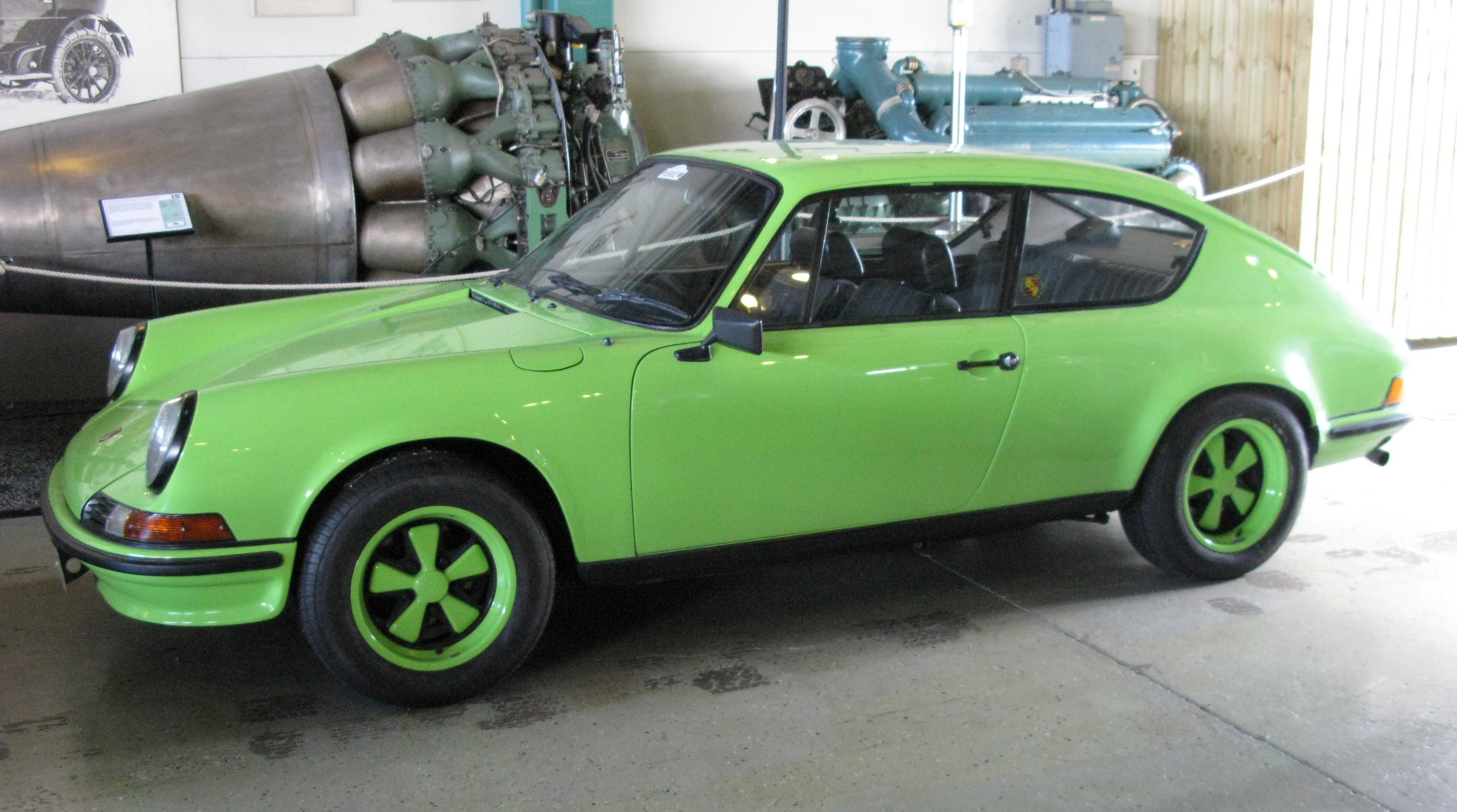
بورش 1965 بي17

### بي17 (1969)
يعد طراز 911 B17 تصميمًا مفهوميًا فريدًا من نوعه، حيث تعاونت فيه بورشه مع استوديو التصميم الإيطالي الشهير بينينفارينا. استند التصميم إلى طراز 911 القياسي، ولكن مع إضافة تعديل بارز، زيادة قاعدة العجلات بمقدار 7.5 بوصة (190 مم). نتج عن ذلك سيارة أنيقة وممتدة، لكنها ثقيلة نسبيًا حيث بلغ وزنها حوالي 2500 رطل (1100 كجم).

## وصلات خارجية
- مشروع استرجاع بورش 911S (بالألمانية)